# Triệt sản
Triệt sản hay đình sản (ở nam) là thuật ngữ đề cập đến bất kỳ các hình thức của những kỹ thuật y tế nhằm loại bỏ khả năng duy trì nòi giống của người bị triệt sản, đây là biện pháp tránh thai cho kết quả hầu như chắc chắn hoặc vĩnh viễn. Triệt sản nam là hình thức can thiệp bằng cách thắt ống dẫn tinh chặn đường đi của tinh trùng từ tinh hoàn ra túi tinh. Triệt sản nữ là hình thức can thiệp bằng cách thắt ống dẫn trứng nhằm chặn đường đi của trứng, không cho vào tử cung. Triệt sản là một biện pháp ngừa thai chủ yếu được tiến hành dựa trên sự tự nguyện. Đây còn là một biện pháp nhằm kiểm soát dân số. Cần lưu ý phân biệt giữa triệt sản và vô sinh cũng như thiến hay hoạn.

## Cơ chế
Cắt cột ống dẫn tinh (Vasectomy) là phương pháp triệt sản ở nam nhằm ngăn chặn tinh trùng từ nơi chúng được sinh ra (tinh hoàn) đi tìm gặp trứng. Còn cột - cắt ống dẫn trứng (Pomeroy) là phương pháp triệt sản nữ nhằm cắt đường đi của trứng, khiến nó không đến buồng tử cung - nơi trứng và tinh trùng gặp nhau. Đối với nam, tinh trùng vẫn xuất tinh, nhưng bị giới hạn và sau đó, chúng được cơ thể hấp thu. Chính vì thế, sau triệt sản, người nam vẫn có thể sinh hoạt tình dục bình thường. Đối với nữ, mục tiêu của biện pháp này là ống dẫn trứng. Trứng vẫn rụng bình thường, Hai buồng trứng, nơi sản sinh hormone nữ, không thay đổi.
Sau triệt sản không có hiện tượng lãnh cảm, nam hoá, béo phì, mãn kinh sớm,...

## Triệt sản ở phụ nữ dưới góc nhìnđạo Phật
Triệt sản theo Phật giáo cho biết, đây là hành vi sai trái.Phật giáo cho rằng đây là tội ác, gây nên quả báo, không chấp nhận việc ác này bởi thai nhi là một sinh mạng, một con người. Không phải đợi đến khi đủ tháng ngày ra khỏi lòng mẹ mới là người mà ngay khi còn trứng nước, lúc tinh cha-huyết mẹ-thần thức giao hội đã là người.
Cốt tủy giới cấm không sát sinh của Phật giáo là không giết người với mọi hình thức. Theo Phật giáo, phá thai hay triệt sản là phạm tội sát sinh, những người có liên quan đến quyết định và tham gia phá thai , triệt sản đều phạm tội sát sinh. Kể cả một số người không xem hành vi đó là tội ác đi nữa cũng bị nghiệp báo nặng nề tác động, ảnh hưởng không ít đến cuộc sống trong hiện tại và cả vị lai.

## Triệt sản dưới góc nhìnNhân quyền
Triệt sản là lựa chọn mang tính tự chủ, tôn trọng tính tự do cá nhân, trao quyền đưa ra quyết định cho cơ thể, hành vi và lối sống của một cá nhân vào tay bản thân họ. Khi có ý định mang thai trở lại, cá nhân có thể tháo nút thắt ống dẫn trứng hay ống dẫn tinh . Tước bỏ đi hay tội lỗi hóa lựa chọn này được xem là xâm phạm quyền sống, tự do và an toàn thân thể của cá nhân (đặc biệt là phụ nữ) bị xâm phạm; đây cũng là hành vi dễ bị lạm dụng bởi các cá nhân có ý muốn xâm hại những người dễ bị tổn thương, phong trào Me Too là phong trào được dấy lên gần đây nhất về vấn đề này.